# 瀬戸ひかり
瀬戸 ひかり（せと ひかり、9月9日 -  ）は、日本の女性声優。福岡県出身。81プロデュース所属。

## 略歴
2016年4月1日付で81プロデュースに所属。

## 人物
方言は北九州弁。趣味・特技は写真撮影・歌唱。

## 出演
太字はメインキャラクター。

### テレビアニメ
- ブレーカーズ（2020年、相手チーム選手[3]）

### 劇場アニメ
- KING OF PRISM -PRIDE the HERO-（2017年）

### ゲーム
- Battleship Girl -鋼鉄少女-（2015年）
- ナイトスリンガー（2016年、ノアス、ダナ、他）
- 黎冥学園生徒会〜天魔の末裔と禁断の果実〜（2016年）
- グランドサマナーズ（2017年、ミーズィナ）
- セブンスダーク（2017年、サツキ）

### テレビ番組
- アニマックスカフェ『赤髪の白雪姫』コラボ（2016年、顔出し出演）
- アニマックスカフェ『ノラガミ ARAGOTO』コラボ（2016年、ナレーション）
- アニマックスカフェ『夢色キャスト』コラボ（2016年、ナレーション）
- 裏ANIMAX MUSIX（2016年）
- アニカル部!（2017年）

### イベント
- 「コーヒーが冷めないうちに」朗読イベント（2016年）
- 81LIVE SALON（2017年）

### オーディオブック
- コーヒーが冷めないうちに（2016年、時田計）
- 初恋芸人（2019年、女性モブ）
- クラスメイトが使い魔になりまして（2020年、三条涼華[4]）
- 明日の世界で星は煌めく（2020年、米嶋 ほか[5]）
- 継母の連れ子が元カノだった（2022年）
- 灼熱の小早川さん（2022年、椎原ほか[6]）

### 舞台
- ハロウィンナイトメアパーティー（2018年、シオリ）

### その他コンテンツ
- Animax Cafe（2015年 - 2018年）
- ガールズラジオデイズ（萬歳智加[7]）